# Eva Bartoňová
Eva Bartoňová (* 4. dubna 1956 Turnov) je česká politička, v letech 2014 až 2016 místopředsedkyně ČSÚ, v letech 2006 až 2014 náměstkyně ministra školství, bývalá zastupitelka Libereckého kraje, členka ODS.

## Životopis
Eva Bartoňová vyrůstala v Železném Brodě. Absolvovala gymnázium v Jablonci nad Nisou a později Vysokou školu chemicko-technologickou v Praze.
Pracovala ve Výzkumném ústavu anorganické chemie v Ústí nad Labem a následně na městském úřadě v České Lípě, nejprve jako tajemnice, poté jako vedoucí odboru poradenství Úřadu práce.
Je vdaná, má dvě dcery a jednu vnučku.

## Politická kariéra
V roce 1996 vstoupila do ODS. Za tuto stranu byla zvolena v komunálních volbách v roce 1998 do Zastupitelstva České Lípy. Tento post následně obhájila i ve volbách v roce 2002. V roce 2006 již do městského zastupitelstva nekandidovala, v roce 2010 kandidovala na nevolitelném místě a mandát nezískala.
V roce 2000 se stala zastupitelkou Libereckého kraje a zasedla i v tehdejší krajské vládě jako náměstkyně hejtmana pověřená řízením rezortu školství a mládeže. Tuto funkci zastávala až do roku 2004.
Obor školství jí zůstal blízký, v roce 2005 začala řídit Odbor pro mládež na Ministerstvu školství, mládeže a tělovýchovy, o rok později se stala první náměstkyní ministryně Miroslavy Kopicové. Náměstkyní zůstala i po výměně ministrů, v roce 2007, po odchodu Dany Kuchtové..
V krajských volbách v roce 2012 vedla kandidátku ODS v Libereckém kraji, strana se umístila pátá. Eva Bartoňová se stala znovu krajskou zastupitelkou. Kvůli neslučitelnosti funkcí krajské zastupitelky a náměstkyně ministra však 18. prosince 2012 na funkci zastupitelky rezignovala a zůstala tak na ministerstvu. Z ministerstva odešla až v lednu 2014.
Ve volebním období 2008–2012 i 2012–2016 byla členkou Výboru pro výchovu, vzdělávání, zaměstnanost a sport Zastupitelstva Libereckého kraje. Do voleb Regionálního sněmu ODS Libereckého kraje konaného v lednu 2014 již nekandidovala.
Od února 2014 se stala místopředsedkyní Českého statistického úřadu, kde nahradila Stanislava Drápala. Na konci srpna 2016 se rozhodla odejít do důchodu. V letech 2019 až 2023 působila jako tajemnice městského úřadu Česká Lípa. 

## Galerie

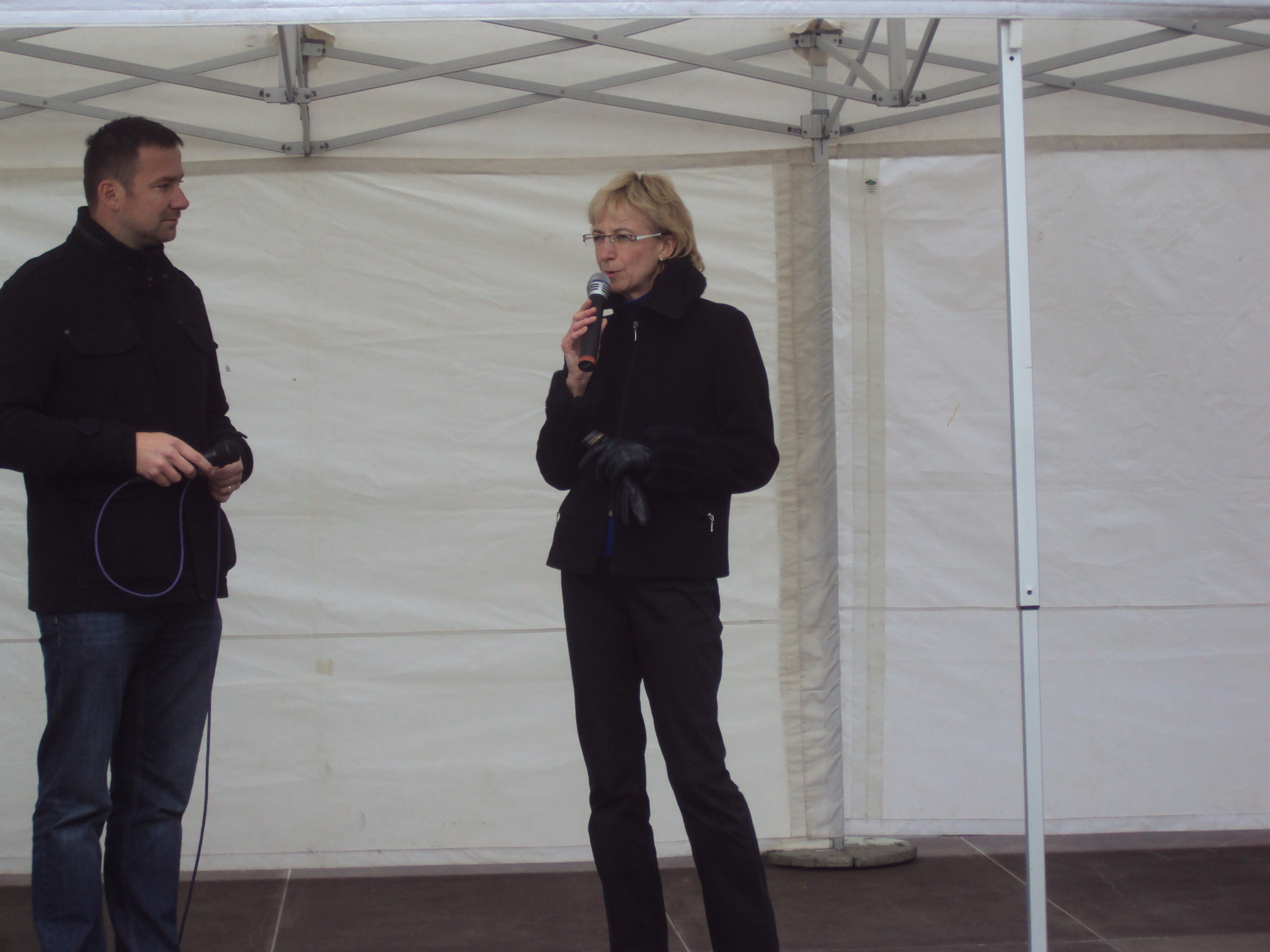
Eva Bartoňová při předvolebním shromáždění ODS, rok 2012 v České Lípě